# Nestelbach im Ilztal
Nestelbach im Ilztal là một đô thị thuộc huyện Fürstenfeld bang Steiermark, nước Áo. Đô thị Nestelbach im Ilztal có diện tích 14,43 km², dân số thời điểm cuối năm 2008 là 1148 người.
Bản mẫu:Đô thị của Fürstenfeld